# Casandria semilinea
Casandria semilinea är en fjärilsart som beskrevs av Louis Beethoven Prout 1919. Casandria semilinea ingår i släktet Casandria och familjen nattflyn. Inga underarter finns listade i Catalogue of Life.